# Ludwig Oelschläger
Ludwig Oelschläger, na Slovensku též Ľudovít Oelschläger, v maďarštině také Lajos Oelschläger nebo Lajos Őry/Őry Lajos; 5. března 1896, Košice, Rakousko-Uhersko – 1. září 1984, Miskolc, Maďarsko) byl maďarský architekt 20. století, který žil na území dnešního Slovenska.
Narodil se v Košicích, kde působil až do roku 1938. Studoval v Budapešti. Ačkoliv byl ovlivněn architektonickými trendy, které se v období přelomu 19. a 20. století v Uhersku inspirovaly hlavně tradiční architekturou, sám Oelschläger si osvojil mnohem prostší přístup. Inspirovala jej také škola německých architektů. Sám Oelschläger během svého života navrhl několik staveb v Košicích (např. budovu Nové synagogy, dále Kino Slovan), dále potom sanatorium v Tatranské Poliance. Zrealizoval také i některé stavby na území dnešní Zakarpatské oblasti, např. koupaliště Spartak v Užhorodě, či budovu školy a židovského centra v Mukačevě. Po roce 1945 byl vysídlen z Československa do Maďarska, kde žil až do své smrti.